# Piotr Klimouk
Piotr Ilitch Klimouk (en russe : Пётр Ильич Климук) est un cosmonaute soviétique, né le 10 juillet 1942.

## Biographie

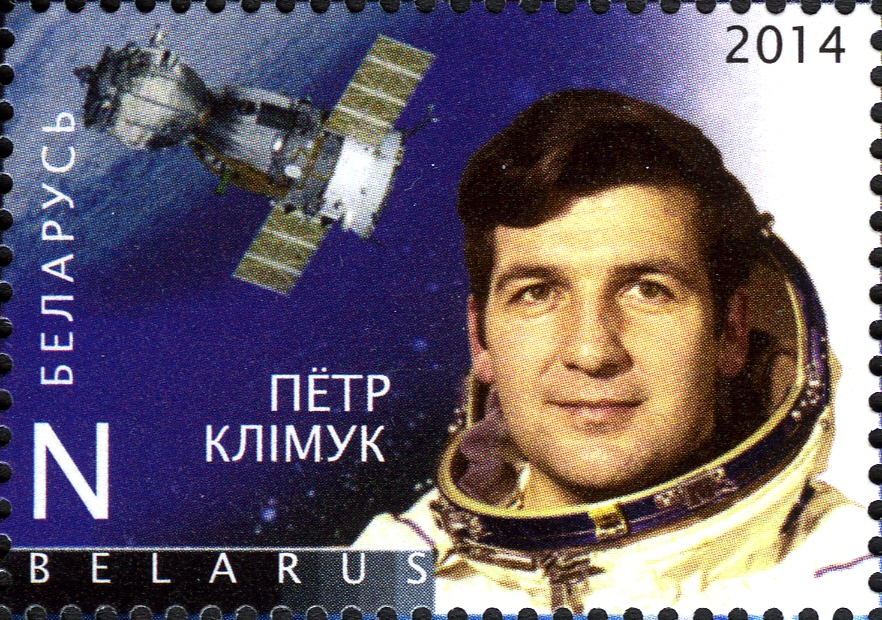
Hommage sur un timbre biélorusse.

## Vols réalisés
Il a été commandant de 3 vols :
- Soyouz 13, du 18 décembre 1973 au 26 décembre 1973,
- Soyouz 18, lancé en direction de Saliout 4, du 24 mai 1975 au 21 juillet 1975,
- Soyouz 30, du 27 juin 1978 au 5 juillet 1978, en tant que membre de l'expédition Saliout 6 EP-3, à bord de la station spatiale Saliout 6.